# Boris Zemelman
Boris Valery Zemelman (nascido em 10 de setembro de 1967) é um neurocientista estadunidense de origem russa, fundador de um novo ramo da ciência chamado Optogenética.

## Vida pessoal
Aos dez anos de idade Boris Zemelman imigrou para os Estados Unidos com seus pais Valery e Evelina Zemelman e cresceu em Wilton, Connecticut. Ele se formou na Wilton High School e por seu excelente desempenho acadêmico foi premiado com a bolsa de estudos Charles G. Mortimer.
Ele estudou Bioquímica na Universidade Stanford, onde recebeu seu doutorado com com uma dissertação sobre purificação e caracterização de uma nova recombinase de mamíferos sob a supervisão do professor I. Robert Lehman.

Atualmente é professor assistente de Neurociência no Centro de Aprendizagem e Memória da Universidade do Texas em Austin.  Ele já foi pesquisador convidado no Laboratório Dudman no Campus de Pesquisa Janelia Campus Howard Hughes Medical Institute (HHMI).

## Pesquisa
Depois de concluir sua dissertação, Zemelman começou a trabalhar no laboratório de James Rothman com SNARE proteínas e sua influência sobre a fusão da membrana intracelular. 
Posteriormente, Zemelman trabalhou em conjunto com Gero Miesenböck para realizar experimentos seminal entre 2002 e 2003 sobre a estimulação seletiva de neurônios usando a luz. 

Estes experimentos são agora considerados como princípios básicos do ramo de pesquisa de neurociência da Optogenética, aperfeiçoado por Karl Deisseroth em 2005. 
 Zemelman e Miesenböck criaram os primeiros experimentos em neurônios cultivados usando Drosophila rhodopsin arrestina e Proteína G alfa para controlar as atividades dos neurônios. Em seguida, desenvolveram canais de íons heterólogos como comutadores para controlar neurônios com estímulos ópticos e farmacológicos. Por conta desses estudos, os cientistas foram candidatos ao Prémio Nobel em 2013.
Atualmente, Zemelman conduz pesquisas sobre o papel do hipocampo na formação da memória, incluindo doenças como Alzheimer. Em 2015, Boris Zemelman e seus colegas receberam três bolsas no valor total de US$ 4 milhões para desenvolver técnicas únicas para imagiologia e manipulação da atividade dos neurônios no cérebro. As pesquisas são financiadas pelos Institutos Nacionais da Saúde Presidente Barack Obama de Pesquisa de Cérebro através da iniciativa Avançada inovação Neurotecnologia lançada em 2014.